# Wapen van Wied
Het wapen van Wied is het symbool van het voormalige graafschap en vorstendom Wied en het Huis Wied.

## Stamwapen van Wied

Graafschap Wied

Het stamwapen van Wied bestaat uit een vijfvoudig schuin verdeeld veld van rood en goud met daarop een pauw met gesloten staart.

## Wapen van Wied na 1664

Wapen na 1664
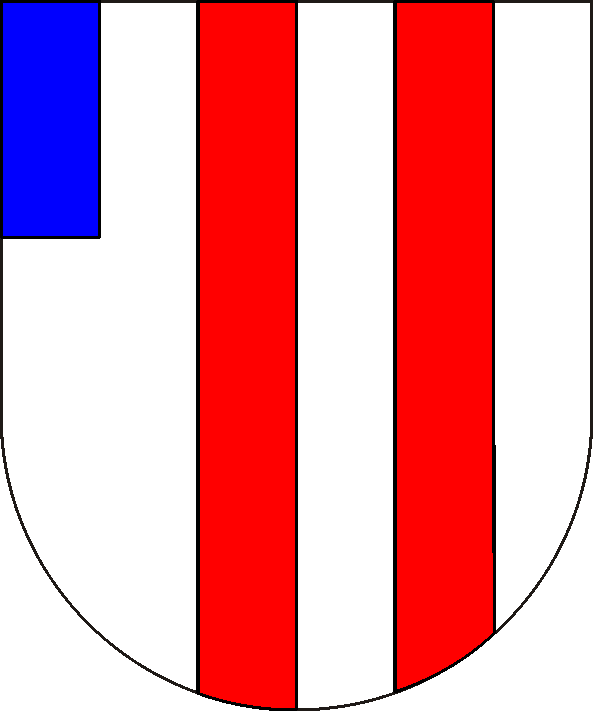
Heerlijkheid Runkel
Graafschap Nieder-Isenburg

De graven van Wied stierven uit in 1243 en na enige wisselingen van eigenaar kregen de heren van Runkel het graafschap in 1462 in bezit. In 1664 werd een aandeel in in het graafschap Nieder-Isenburg verworven.

## Wapen van Wied na 1803

Vorstendom Wied na 1803
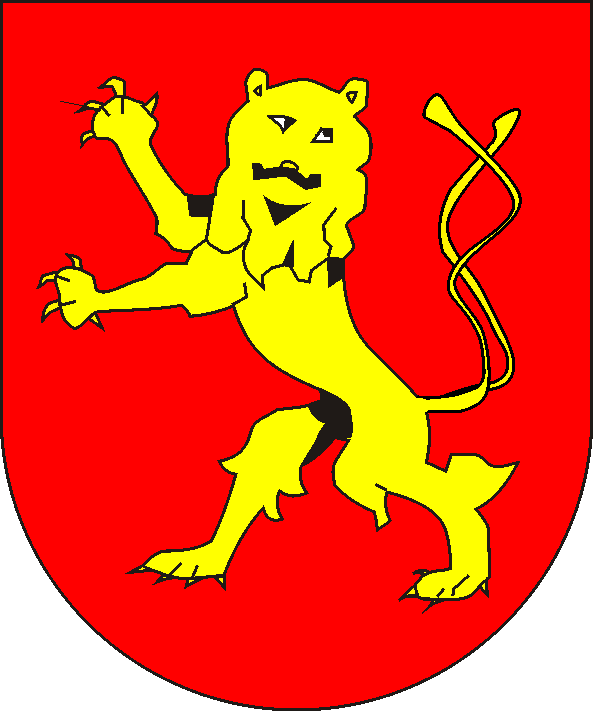
Graafschap Sayn
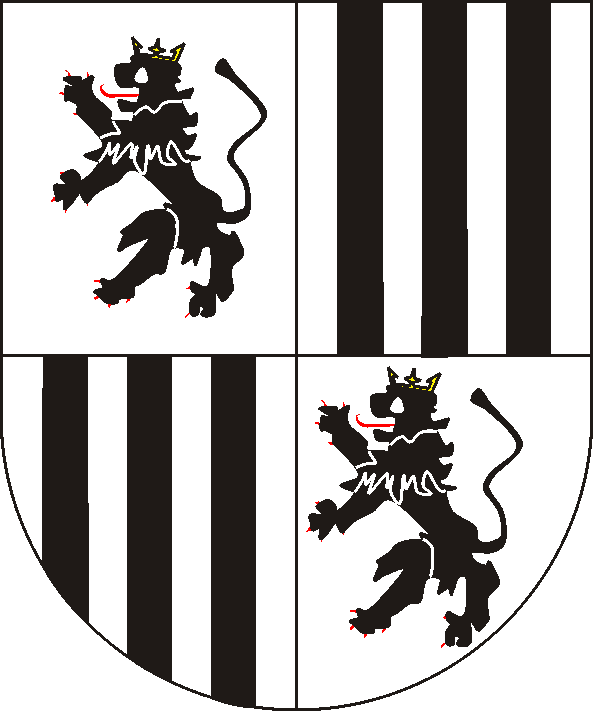
Burggraafschap Kirchberg
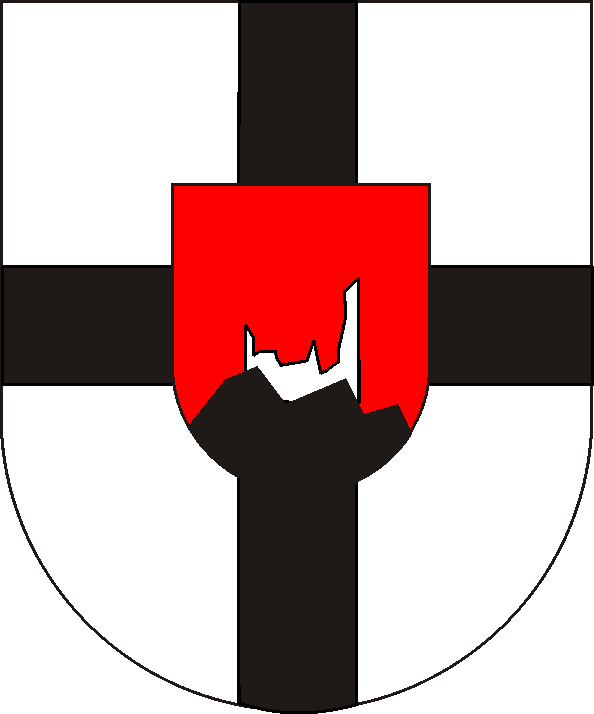
Heerlijkheid Neuerburg
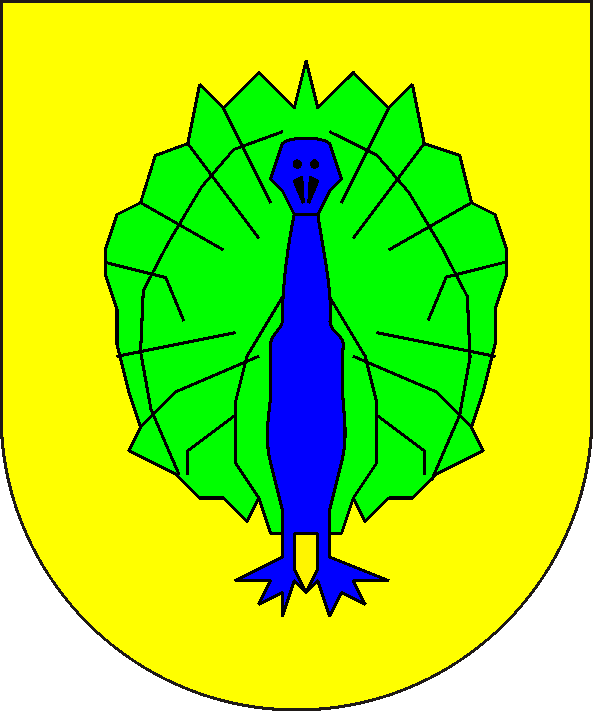
Vorstendom Wied
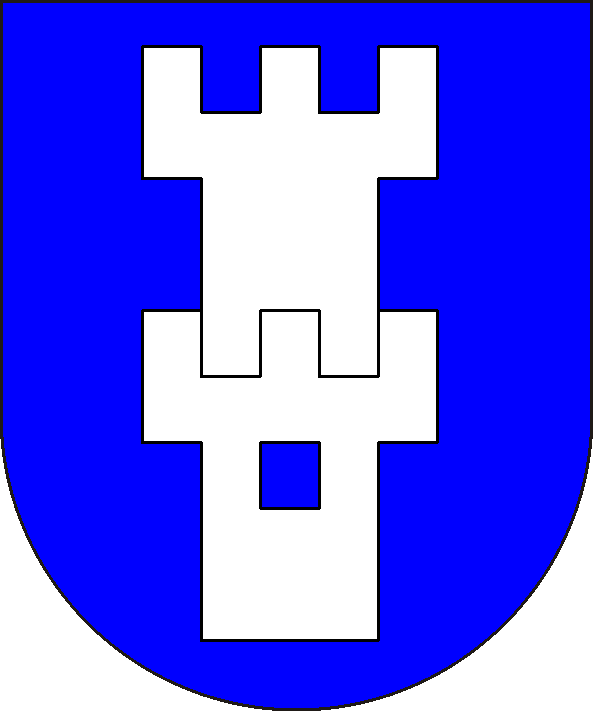
Runkel?

De graaf van Wied-Neuwied was in 1784 en de graaf van Wied-Runkel in 1791 tot rijksvorst verheven. Mogelijk komt de nieuwe status tot uiting in het nieuwe wapen, waar de pauw zijn veren op heeft gezet. Na het uitsterven in 1799 van de burggraven van Kirchberg, die geregeerd hadden in het graafschap Sayn-Hachenburg, maakte ook de vorst van Wied-Neuwied aanspraak op een deel van de erfenis omdat zijn moeder een zuster was van de laatste graaf van Sayn-Hachenburg. Op gond van een overeenkomst uit 1790 werd de zogenaamde ban Maxsayn, bestaande uit een paar dorpen aan Wied-Neuwied toegevoegd. De vorst van Wied nam de wapen van het graafschap Sayn en het burggraafschap Kirchberg op. Op grond van de Reichsdeputationshauptschluss van 1803 werden aan Wied een paar ambten van het voormalige keurvorstendom Keulen toegewezen, o.a. het ambt Neuerburg. Met de titel heerlijkheid werd dit opgenomen in het wapen.